# Defense POW/MIA Accounting Agency
Defense POW/MIA Accounting Agency (DPAA) est une agence du Département de la Défense des États-Unis (DoD) fondé le 15 janvier 2015 chargée de retrouver les corps des militaires américains prisonniers de guerre ou disparus au combat depuis la Seconde guerre mondiale.
Son siège est situé sur la base aérienne Hickam à Hawaï. Son personnel est constitué d'environ 700 personnes et son budget en 2021 était d'environ 169 millions de dollars.

## Missions
En février 2015, il a été évalué par le DPAA à environ 83 000 le nombre d'Américains disparus au combat ou prisonniers dont le corps n'a pas été rendu : 73 515 durant la Seconde guerre mondiale, 7 857 durant la guerre de Corée, 1 636 durant la guerre du Vietnam, 126 durant des opérations durant la guerre froide, 6 durant les guerres du Golfe et d'autres conflits. 75 % de ces 83 000 disparus sont localisés en Asie-Pacifique et 41 000 sont présumés disparus en mer.
27 000 corps pourraient être retrouvés, identifiés et inhumés, selon le DPAA. Des recherches constantes, avec notamment des spécialistes scientifiques, sont effectuées pour récupérer les restes de ces militaires disparus et les rapatrier soit aux États-Unis soit dans des cimetières situés hors U.S.A., gérés par un service fédéral dépendant du D.O.D ou du Department of Veterans ou par une structure d'une puissance alliée .
La principale organisation précédente chargée de cette mission était le Joint POW/MIA Accounting Command (en) (JPAC) qui disposait d'un budget annuel de plus de 100 millions de dollars et d'environ 500 employés. Le JPAC a réussi à retrouver et à identifier les restes de 700 militaires américains entre 2003 et janvier 2015.

## Anciens organismes
La Defense POW/MIA Accounting Agency regroupe trois anciens organismes :
- Joint POW/MIA Accounting Command (en) (JPAC) : ce commandement militaire, créé en 2003 à la base aérienne Hickam sur l’île d'O'ahu, a fait l'objet de fortes critiques au sujet de ses activités, ce qui a conduit à la création d'un nouveau service fédéral, qui n' était plus sous commandement militaire et qui devenait une agence du ministère de la défense (D.O.D) ;
- Defense Prisoner of War/Missing Personnel Office (en) : ce service avait son siège à Washington ;
- Une division d'un laboratoire des forces aériennes des U.S.A. (Air Force Life Science Equipment Laboratory) : ce service était établi sur la base aérienne Wright-Patterson, située à 13 km de Dayton (Ohio).